# Viviane Chassot
Viviane Chassot (* 1979 in Zürich, Schweiz) ist eine Schweizer Akkordeonistin. Neben klassischen Komponisten wie Bach, Haydn und Rameau spielt sie auch Jazz, Neue Musik und Improvisationsmusik.

## Leben und Werdegang
Viviane Chassot wurde 1979 in Zürich geboren und wuchs in Wollerau auf. Mit 12 Jahren begann sie, Akkordeon zu spielen und entschied sich für eine klassische Musikrichtung.
Chassot schloss 2006 ihr Diplomstudium an der Hochschule der Künste Bern ab, während dessen sie beim italienischen Akkordeonisten Teodoro Anzellotti lernte. 2005 nahm sie eine Stelle an der Musik-Akademie in Basel an. Von 2009 bis 2013 lebte sie als freischaffende Künstlerin in Leipzig und besuchte mehrere Meisterkurse, darunter solche von András Schiff und Alfred Brendel. Anschliessend zog sie zurück nach Basel, wo sie seitdem lebt.
Sie wurde als erste klassische Akkordeonistin bei Sony Classical unter Vertrag genommen und veröffentlichte dort 2017 erstmalig ein Album. Hierfür nahm sie mit dem Kammerorchester Basel insgesamt vier Konzerte von Joseph Haydn auf, für welche Chassot eigene, teils improvisierte Kadenzen schuf.
Neben musikalischen Auftritten ist Chassot auch im Lehrbereich tätig. Sie unterrichtete unter anderem am Konservatorium Winterthur sowie am Konservatorium in Trossingen.

## Künstlerische Tätigkeit
Chassot tritt als Solistin und als Kammermusikerin auf. Ihre Programme beinhalten sowohl Originalkompositionen als auch Arrangements für das Akkordeon. Sie interpretiert Werke, welche ursprünglich für Cembalo, Clavichord oder Hammerklavier konzipiert wurden, beispielsweise von Rameau, Haydn und Mozart. Dabei verbindet sie oft Klassik, Jazz und zeitgenössische Musik mit Improvisationen.
Chassot spielte international in Konzerthäusern, darunter die Berliner Philharmonie, das Gewandhaus Leipzig, die Wigmore Hall in London und die Tonhalle Zürich. Dabei arbeitete sie mit Dirigenten wie Simon Rattle, Riccardo Chailly, Heinz Holliger und David Zinman. Sie ist regelmässiger Gast bei internationalen Festspielen wie den Haydn Festspielen in Eisenstadt, dem Jazz Festival in Basel und den internationalen Kammermusiktagen, bei welchen sie 2021 zusammen mit dem Vogler-Quartett in Homburg auftrat.
Weiterhin ist Chassot im Musiktheater aktiv; 2007 spielte sie Akkordeon in Roland Mosers Rahel und Pauline und 2024 verband sie das Akkordeonspiel mit einer schauspielerischen Tätigkeit im Stück Atemnoten.

## Diskografie
Chassot veröffentlichte bislang mehrere Alben. Für die ersten beiden spielte sie bearbeitete Klavierwerke von Haydn und Rameau ein. Neben Arrangements für Akkordeon nahm sie später auch Originalkompositionen auf, darunter Musik von Stefan Wirth, Heinz Holliger, Rudolf Kelterborn, Helena Winkelman und Bernhard Lang.
- 2009: Joseph Haydn: Sonatas. Klaviersonaten. (Genuin)[7]
- 2011: Jean Philippe Rameau. Pièces de Clavecin. (Genuin)[23]
- 2014: New Horizons. Neue Horizonte der Akkordeonliteratur. (Genuin)[3]
- 2016: Objets trouvés. Werke für Akkordeon und Zither. (Genuin)[24]
- 2017: Haydn. Keyboard Concertos. (Sony Classical)[25][26][10]
- 2019: Mozart. Keyboard Concertos. (Sony Classical)[8]
- 2021: Pure Bach. Akkordeon Solo. (Prospero)[27]
- 2023: Folk Flow. Akkordeon Solo. (Prospero)[1]

## Rezeption
Chassot wird in den Medien vor allem für ihr technisches Verständnis und die daraus resultierende vielfältige Nutzung des Akkordeons gewürdigt. Das Magazin Pizzicato sagt ihr eine «phänomenale technische Beherrschung» nach. Im Musikmagazin Rondo heisst es: «In den Händen der in Zürich geborenen Virtuosin wird das Instrument geradezu sinnlich und entfaltet ein riesiges Spektrum.»

## Auszeichnungen (Auswahl)
- 2004: Kranichsteiner Musikpreis[30]
- 2015: Swiss Ambassador Award[25]
- 2021: Schweizer Musikpreis[1]
- 2022: Opus Klassik, für das Album Pure Bach[31]